# Siège de Barcelone (1705)
Pour les articles homonymes, voir Siège de Barcelone.
Guerre de Succession d'Espagne
Batailles
Campagnes de Flandre et du Rhin
- Landau (1702)
- Friedlingen (1702)
- Kehl (1703)
- Ekeren (1703)
- Höchstädt (1703)
- Spire (1703)
- Schellenberg (Donauworth) (1704)
- Blenheim (1704)
- Landau (1704)
- Vieux-Brisach (1704)
- Eliksem (1705)
- Ramillies (1706)
- Stollhofen (1707)
- Cap Béveziers (1707)
- Cap Lizard (1707)
- Audenarde (1708)
- Wynendaele (1708)
- Lille (1708)
- Gand (1708)
- Malplaquet (1709)
- Douai (1710)
- Bouchain (1711)
- Denain (1712)
- Bouchain (1712)
- Douai (1712)
- Landau (1713)
- Fribourg (1713)

Campagnes d'Italie
- Carpi (1701)
- Chiari (1701)
- Crémone (1702)
- Luzzara (1702)
- Verceil (1704)
- Cassano (1705)
- Nice (1705-1706)
- Calcinato (1706)
- Turin (1706)
- Castiglione (1706)
- Toulon (1707)
- Gaeta (1707)
- Cesana (1708)
- Syracuse (1710)

Campagnes d'Espagne et de Portugal
- Cadix (1702)
- Vigo (navale 1702)
- Cap de la Roque (1703)
- Gibraltar (août 1704)
- Ceuta (1704) (es)
- Málaga (1704)
- Gibraltar (1704-1705)
- Marbella (1705)
- Montjuïc (1705)
- Barcelone (1705)
- Badajoz (1705)
- Barcelone (1706)
- Murcie (1706) (es)
- El Albujón (1706) (es)
- Santa Cruz de Ténérife (1706) (en)
- Almansa (1707)
- Xàtiva (1707)
- Ciudad Rodrigo (1707) (en)
- Lérida (1707)
- Tortosa (1708)
- Minorque (1708)
- Gudiña (1709)
- Almenar (1710)
- Saragosse (1710)
- Brihuega (1710)
- Villaviciosa (1710)
- Barcelone (1713-1714)

Campagnes de Hongrie
- Saint-Gotthard (1703) (en)
- Biskupice (1704) (en)
- Smolenice (1704) (en)
- Koroncó (1704) (en)
- Zsibó (1705) (en)
- Saint-Gotthard (1705) (en)
- Trenčín (1708) (en)

Antilles et Amérique du sud
- Santa Marta (1702)
- Guadeloupe (1703)
- Nassau (1703)
- Colonia del Sacramento (1704)
- Carthagène (1708)
- Rio (1710)
- Carthagène (1711)
- Rio (1711)
- Cassard (1712)

Le siège de Barcelone s'est déroulé du 13 septembre au 9 octobre 1705 pendant la guerre de Succession d'Espagne.

## Prélude
Le 22 août 1705, la flotte de la coalition, sous le commandement du comte de Peterborough et de Georges de Hesse-Darmstadt arrive devant la côte catalane. Elle est composée de 180 navires britanniques, néerlandais et autrichiens, et amène 9 000 soldats et 800 chevaux. 
À cette nouvelle, la population catalane prend les armes et quinze cents d'entre eux s'enrôlent dans l'armée de Charles III de Habsbourg. Dans les campagnes alentour les partisans de Philippe V sont massacrés. La garnison de Barcelone déserte et se rallie à l'ennemi.
Le vice-roi de Catalogne, Francisco de Velasco, n'en demeure pas moins déterminé à tenir. Peterborough fait alors mine de lever le siège. Les soldats replient leurs tentes et retirent leur artillerie.

## Prise du fort de Montjuïc
Dans la nuit du 13 septembre, l'armée de la coalition s'approche du château, en trois colonnes distinctes. James Stanhope, qui commande l'une d'elles, a pour mission de faire diversion et de détourner le feu des défenseurs. Les deux autres colonnes, qui attaquent à revers, sont d'abord repoussées, mais réussissent à prendre les défenses extérieures du château. Au cours de l'assaut, un éclat traverse la jambe de Georges de Hesse-Darmstadt, qui décède d’hémorragie. Le 17 septembre, le château tombe aux mains des alliés.

## La prise de Barcelone
Dès la prise du fort, Peterborough y installe ses batteries, qui commencent aussitôt à bombarder Barcelone. Les canons de Velasco ne répondent que mollement, souvent chargés à poudre, ils visent trop haut.
Les honneurs de la guerre sont rendus au gouverneur et à la garnison, et tous ceux qui le désirent sont autorisés à se retirer.

## Conséquences
Toute la province proclame Charles III, roi d'Espagne. Les royaumes d'Aragon et de Valence suivent cet exemple,.

## Sources
- (en) Cet article est partiellement ou en totalité issu de l’article de Wikipédia en anglais intitulé « Siege of Barcelona (1705) » (voir la liste des auteurs).

- (en) Cet article est partiellement ou en totalité issu de l’article de Wikipédia en anglais intitulé « Battle of Montjuïc (1705) » (voir la liste des auteurs).
- Histoire des Français depuis le temps des Gaulois jusqu'en 1830, Volume 3 - Par Théophile Lavallée - 1854
- La princesse des Ursins: essai sur sa vie et son caractère politique d'après François Combes - 1854
- Quinze ans du règne de Louis XIV: (1700-1715): Volume 2 - Ernest Moret - 1859
- Histoire de France, depuis l'établissement des Francs dans la Gaule jusqu'en 1830 - Théodose Burette - 1840
- Histoire constitutionnelle de la monarchie espagnole, Volume 2- Victor Du Hamel - 1845